# 第一次パーニーパットの戦い
第一次パーニーパットの戦い（だいいちじパーニーパットのたたかい、英語：The First Battle of Panipat）は、1526年4月21日にパーニーパット（パーニーパト）において、ムガル帝国の創始者であるバーブルとローディー朝の王イブラーヒーム・ローディーとの間で行なわれた戦い。なお、戦闘は4月21日以前の小競り合いも含めている。
この戦いでは、少数兵力ながら鉄砲や大砲という火器を有効に用いたバーブル軍が勝利をおさめ、バーブルによるムガル帝国が建国されるきっかけとなった。

## 戦闘に至る経緯
16世紀前半、北インドを支配していたローディー朝はシカンダル・ローディーの死後、息子のイブラーヒーム・ローディーが王朝を継承したが、貴族勢力との内紛が続いていた。
一方、イブラーヒームの権威に反抗する、ローディー朝のパンジャーブ総督 ダウラト・ハーン・ローディーやメーワール王国のラーナー・サンガの招きにより、バーブルは北インドへの遠征を着々と進めた。バーブルはティムールの曾孫の子であり、中央アジアでの争いに敗れたのち、幾度か北インドへの遠征を敢行していた。
バーブルは一時ラホールまで進撃したが、要請者一派がイブラーヒームとの争いで逃亡したため、いったん引き返した。

## 戦闘
1525年11月、バーブル軍は12,000という兵力でインダス川を渡河し、一方でイブラーヒーム・ローディーは、10万の兵と1,000頭の戦象を率いて迎撃に向かい（実数はこれより少なかったともいわれるが、バーブルよりは多かったという以外は不明である）、4月にパーニーパットで対峙した。
バーブルは自軍の一部を民家の多いパーニーパットに置く一方、木の枝で覆い隠した壕で自軍を保護し、実数が悟られないようにさした。また、自軍の前面に多数の荷車を縛り付けて並べた「防壁」をつくり、荷車の間ごとについたてを作って鉄砲や大砲を発砲できるようにした。
バーブル軍とロディー軍は1週間ほど小競り合いをしたが、4月21日の夜明けに勝負をつけようと前進するローディー軍はバーブル軍の布陣の固さに攻めあぐねて躊躇した。このすきをのがさず、バーブル軍はローディー軍を側面と背後から攻撃し、前面からは鉄砲や大砲といった火器で有効に射撃を行なった。
イブラーヒームは戦象を使うこともできず、崩れつつある自軍をかろうじて支える彼の周りを固めていたわずかな兵士とともに勇敢に戦ったが敗れ、16,000人以上がこの戦闘で殺されたと推定される。戦いは正午までに決着がつき、バーブルのもとにはイブラーヒームの首が届けられた。

## その後
この戦いの勝利によって、ローディー朝は滅亡し、バーブルを祖とするムガル帝国が創始された。その後、バーブルはアーグラとデリーの両都市に入城し、その周辺地域の支配を固めた。
しかし、バーブルはメーワール王国のラーナー・サンガやその他多くの諸勢力と戦わなければならず、帝国は安定していなかった。